# Hochwasserrückhaltebecken Oberstetten
Das Hochwasserrückhaltebecken Oberstetten (auch: Rückhaltebecken Vorbach) wurde Anfang der 1980er Jahre oberhalb von Oberstetten, einem Ortsteil von Niederstetten, an der Vorbach gebaut, um Oberstetten vor Hochwasser zu schützen.
Das Becken im Hauptschluss hat einen kleinen Dauerstausee mit einer Fläche von 1,35 ha und einem Inhalt von 63.000 m³, der bei Hochwasser auf 9,8 ha Fläche und 813.000 m³ Gesamtstauraum anwachsen kann. Betreiber ist der Wasserverband „Kaiserstraße“ in Niederstetten.
Das Dauerstauziel ist auf 370 m ü. NN, der Überlauf über eine Hangseitenentlastung auf 382,6 m ü. NN. Bei einem 200-jährlichen Hochwasser kann der Stauspiegel bis auf 383,35 m ü. NN ansteigen. Dem hundertjährlichen Bemessungshochwasser entspricht ein Durchfluss von 17,60 m³/s.
Der Staudamm ist rund 23 m hoch, 190 m lang, an der Oberkante 6 m breit und befindet sich unweit der Landstraße 1001. Er ist ein Zonendamm mit einem Bauvolumen von 155.000 m³. Die Baukosten betrugen umgerechnet 2,23 Mio. Euro.
Aus geologischer Sicht ist der Standort des Beckens problematisch, da hier stark verkarstete Schichten an der Grenze zwischen Mittleren und Oberen Muschelkalk anstehen. Zudem liegen zwei Trinkwasserfassungen nur wenig unterhalb des Damms. Markierungsversuche ergaben, dass die obere Fassung durch Oberflächenwasser beeinflusst wird. Als Konsequenz wurde das ursprüngliche Stauziel des Dauerstaus abgesenkt und Damm und Seitenbereiche mit einer Lehmschicht abgedichtet. Dennoch verdoppelte sich die Schüttung der oberen Trinkwasserfassung.